# Carolusziekenhuis
Het Carolusziekenhuis was van 1876  tot 2010 een algemeen ziekenhuis te 's-Hertogenbosch. De eerste locatie was gelegen aan de Jan Heinsstraat  (1876-1976). Daarna, kwam er nieuwbouw aan de Hervensebaan (1976-2010). Beide gebouwen zijn inmiddels gesloopt.

## Geschiedenis
In Duitsland werd het voor religieuzen door de kulturkampf in 1872 onmogelijk gemaakt het werk nog uit te voeren. Religieuzen, die werkzaam waren in onderwijs of ziekenzorg werden uit Duitsland verdreven. Tegelijkertijd liet in 's-Hertogenbosch de verpleging door lekenpersoneel ernstig te wensen over. Om die reden werd er door de Godshuizen contact gezocht met zusters uit Trier om naar 's-Hertogenbosch te komen. Op doorreis had de bisschop daar eens een goede ervaring mee gehad. Het in 1963 gesloten ziekenhuis Johannes de Deo aan de Papenhulst had een vergelijkbare ontstaansgeschiedenis.
Het noviciaat van de Liefdezusters van de Heilige Carolus Borromeus verhuisde in 1872 van Trier naar 's-Hertogenbosch. In 1876 werd door de zusters een nieuw ziekenhuis in de Jan Heinsstraat gebouwd: het Sint Carolusgesticht. Een paar jaar later in 1879 begonnen zusters van dezelfde congregatie ook te werken in  het Groot Ziekengasthuis. Begin jaren zestig werd voor beide ziekenhuizen in de Bloemenkamp nog een kloosterkapel en een verpleegstersflat gebouwd. Aanvankelijk bedoeld voor novicen, die wilden werken in de verpleging, maar de roepingen bleven uit. De gebouwen werden ontworpen door de Tilburgse architect Jos Schijvens.
In de jaren '70 bleek dat de behuizing voor het Carolusziekenhuis aan de Jan Heinsstraat te klein geworden was, er waren op die locatie geen uitbreidingsmogelijkheden en de ligging was onpraktisch. Zodoende werd er voor een andere locatie gekozen in de nieuwe wijk de Herven. In 1976 werd het ziekenhuis geopend.
In 2002 fuseerde het Carolusziekenhuis met twee andere algemene ziekenhuizen in 's-Hertogenbosch tot het Bosch MediCentrum: het van oorsprong protestantse Willem Alexander Ziekenhuis en het Groot Ziekengasthuis. In 2011 werd ook het Carolus Liduina opgenomen. De verschillende locaties verhuisden naar één locatie, en werden daarna Jeroen Bosch Ziekenhuis. 
In 2011 werd het gebouw aan de Herven gesloopt om plaats te maken voor woningbouw.